# Frederick Roberts
Frederick Sleigh Roberts (Más néven: Lord Roberts) (Cawnpore, 1832. szeptember 30. – St. Omer, 1914. november 14.) angol katona, kiváló hadvezér és parancsnok. A második búr háború egyik angol tábornoka.

## Élete

### Fiatalkora
1832. szeptember 30-án született, Cawnpore városában. Édesapja Sir Abraham Roberts volt, aki indiai szolgálataiért tüntették ki. Fredeick tanulmányait Etonban, Sandhurstben és Addiscomben végezte.

### Katonai szolgálata

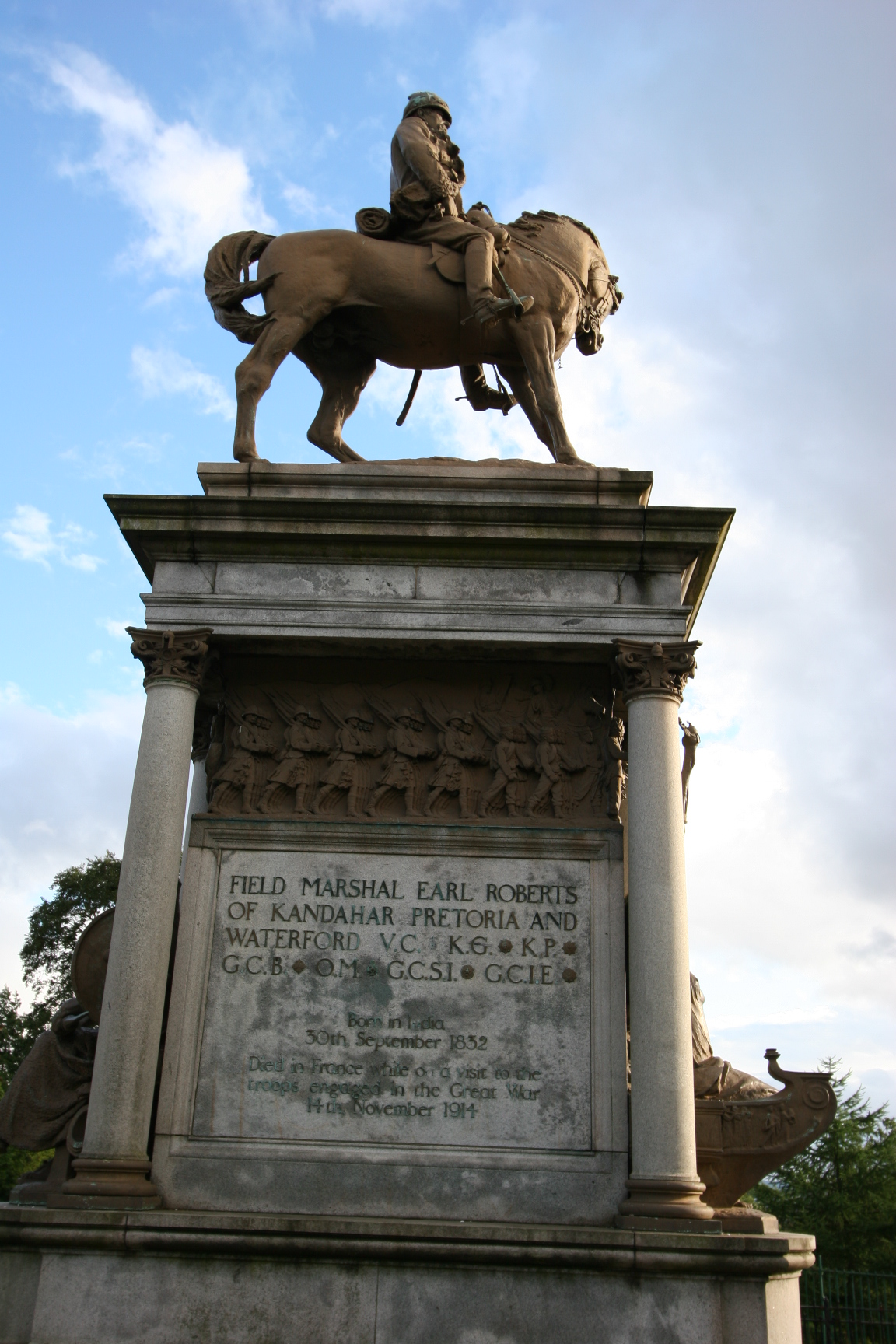
Roberts lovasszobra Glasgow-ban.

1851-ben katonai szolgálatra jelentkezett, és a brit indiai hadsereg hadnagyaként részt vett az indiai felkelések leverésben. Több város elfoglalásában vállalt szerepet, Delhi ostromát is ő irányította ls ott volt Lucknow felmentésénél is. 1858-ban kapta meg a Viktória-keresztet a Khudaganjnál tanúsított bátorságáért és elszántságáért.
Részt vett a brit hadsereg 1863-as umbeylai, az 1867-68-as abesszíniai és a lushai hadjáratban is (1871-1872), amiért számos kisebb és nagyobb kitüntetést is kapott. Hat évvel később már mint vezérőrnagy harcolt az afganisztáni háborúban. Kabul és Kandahar térségének volt a parancsnoka és 10 000 brit karona tartozott alárendeltségébe. Később Kabulba vonult és legyőzte Muhammad Yakub Khan-t, az afgán emírt. A szolgálataiért, Sir Roberts megkapta a köszönetet az angol parlamenttől és újabb magas kitüntetéseket kapott. Ezután még több évig India katonai vezetője volt, egészen 1893-ig.
Miután 1893-ban lemondott a indiai parancsnokságáról visszatért szülőföldjére, Írországban a brit erők fővezére lett. 1895-ben tábornaggyá léptették elő.
1897-ben Szent Patrik Renddel tüntették ki. Két évvel később Dél-Afrikába vezényelték, ahol a búr háborúban a brit csapatok egyik vezetője volt.
1900-ban csapataival bevonult a hosszú ostrommal elfoglalt Kimberley városába. A második búr háborúban ismét számos kitüntetést érdemelt ki.

### Utolsó évei
Lord Roberts volr a brit hadsereg utolsó fővezére, mert néhány évvel később ez a poszt megszűnt. 1914-ben tüdőgyulladásban elhunyt, St. Omer-ben Franciaországban. A Szent-Pál Katedrálisban helyezték örök nyugalomra, Londonban.